# イスラ・パライソ
『イスラ・パライソ』（スペイン語: Isla Paraíso）は、チリのテレビドラマ。メガで2018年10月2日から2019年9月4日まで放送された。

## 登場人物

### 主な登場人物
カロリーナ・ミランダ / セレステ・ミランダ
演：パオラ・ボルパト
オスカール・レオン
演：フランシスコ・メロ
パドレ・ガブリエル・リベロス
演：アンドレス・ベラスコ